# Alexei Borissowitsch Kurakin

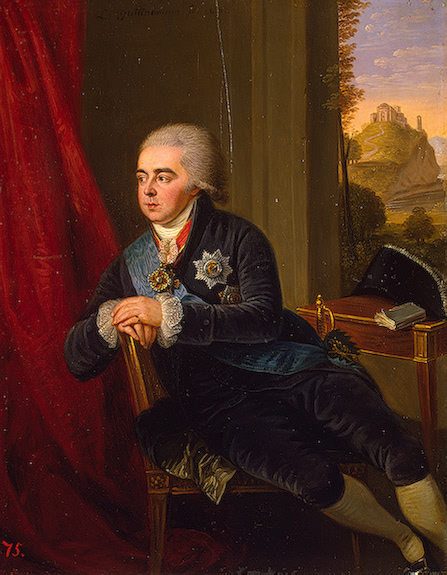
Alexei Borissowitsch Kurakin

Fürst Alexei Borissowitsch Kurakin (russisch Алексей Борисович Куракин) (* 19. September 1759; † 30. Dezember 1829 in Kurakino) war ein russischer Staatsmann, Reichs- und Geheimrat und von 1807 bis 1810 Innenminister.

## Leben
Er entstammte der russischen Hocharistokratie. Seine Eltern waren Fürst Boris Alexandrowitsch Kurakin und Fürstin Jelena Stepanowna Kurakina. Er war der jüngere Bruder des russischen Vizekanzlers Alexander Borissowitsch Kurakin. Nach seinem Studium im Ausland an der Universität Leiden kehrte er in seine Heimat zurück. Das politische Handwerk erlernte er von seinem Großonkel Fürst Panin, der ihn in die inneren und äußeren Staatsangelegenheiten des Landes einführte. Kurakin wurde Kammerherr und hatte unter der Zarin Katharina II. die Aufsicht über die russische Kontrollbehörde.
1796 ernannte ihn Zar Paul I. zum Mitglied des obersten Senates. 1798 fiel er in Ungnade. Nach der Thronbesteigung Zar Alexanders I. erfolgte seine Rehabilitierung. Vom 23. November 1807 bis zum 31. März 1810 bekleidete er als Nachfolger von Wiktor Kotschubei das Amt des russischen Innenministers.
Kurakin setzte sich für die Aufhebung der Leibeigenschaft ein, indem er für 1½ Million Rubel eine Anzahl seiner Bauern aus der Leibeigenschaft befreite und ihnen das Land verkaufte. 1825 bzw. 1826 organisierte er als Oberst-Marschall das Begräbnis von Zar Alexander I. und dessen Frau Zarin Elisabeth. Nachfolgend erfolgte seine Ernennung zum Wirklichen Geheimrat sowie zum Kanzler des Kapitels des kaiserlichen Ordens. Im April 1828 übertrug man ihm das Präsidium im vierten Department des Reichsrates. Er starb am 30. Dezember 1829 auf einem seiner Güter.

## Familie

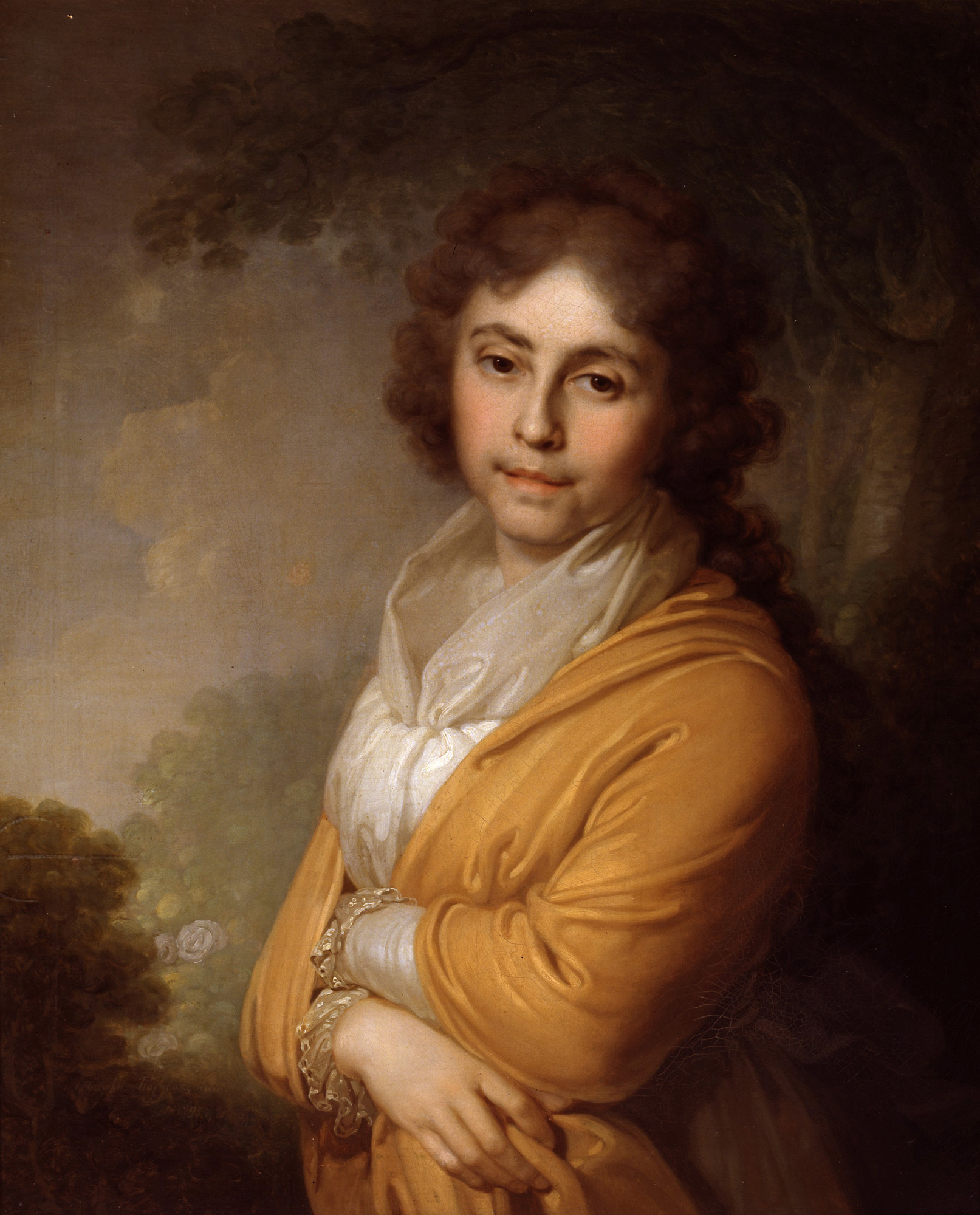
Natalja Iwanowna Kurakina

Alexei Borissowitsch Kurakin war mit Natalja Iwanowna Kurakina (* 16. August 1766 in Moskau; † 22. Juli 1831 in Sankt Petersburg) verheiratet. Sie war die Tochter von Iwan Sergejewitsch Golowin und Jekaterina Alexejewna Golizyna. Seine Kinder waren u. a.:
- Boris Alexejewitsch Kurakin (1784–1850)
- Jelena Alexejewna Kurakina (1787–1869)
- Alexandra Alexejewna Kurakina (1788–1819)

## Auszeichnungen
- Alexander-Newski-Orden
- Orden des Heiligen Andreas des Erstberufenen
- Russischer Orden der Heiligen Anna
- Orden des Heiligen Wladimir 2. und 1. Klasse
- Elefanten-Orden
- Ehrenlegion